# Мансур (футболист)
Жоэлитон Лима Сантос (порт.-браз. Joéliton Lima Santos; родился 17 апреля 1993, Ларанжейрас, Бразилия), более известный как Мансур (порт.-браз. Mansur) — бразильский футболист, защитник клуба «Санта-Клара» и в прошлом молодёжной сборной Бразилии.

## Биография
Мансур — воспитанник футбола штата Баия. За одноимённую команду он дебютировал в профессиональном футболе в 2011 году. Однако уже в следующем году он перешёл в стан главных соперников «Баии» — «Витории» из Салвадора.
В 2016 году заключил контракт с «Атлетико Минейро». С июля 2016 был в аренде в «Спорт Ресифи».
В январе 2013 года Мансур был включен в состав сборной Бразилии на молодёжном чемпионате Южной Америки, проходящем в Аргентине. На этом турнире сборная Бразилии выступила крайне неудачно, не сумев выйти даже в финальный этап. Сам Мансур принял участие во всех четырёх матчах своей команды.

## Титулы
- Чемпион штата Баия (1): 2013
- Чемпион штата Пернамбуку (1): 2017